# 山克雷斯特德比特 (科罗拉多州)
山克雷斯特德比特（英語：Mount Crested Butte），是美国科罗拉多州甘尼森县下属的一座城市。建市于1905年5月26日，面积大约为2.219平方英里（5.746平方公里）。根据2010年美国人口普查，该市有人口507人。2011年估计该市有人口512人，相比2010年人口增长率为0.99%。同时，论人口该市是科罗拉多州第195大城市。